# Nikša Stipčević
Nikša Stipčević (* 14. August 1929 in Split, Jugoslawien; † 12. Juni 2011 in Belgrad, Serbien) war ein jugoslawischer bzw. serbischer Romanist.

## Leben
Er studierte 1948 bis 1953 Romanistik an der Universität Belgrad, wo er danach Italienisch unterrichtete. Von 1959 bis 1961 unterrichtete er an der Universität von Paris Serbokroatisch. 1965 promovierte er mit einer Arbeit über Die literarischen Ansichten Antonio Gramscis.
Anschließend lehrte er Italienische Literatur an der Universität Belgrad, zunächst ab 1966 als Assistenzprofessor, ab 1972 als außerordentlicher und ab 1976 als ordentlicher Professor bis zu seinem Ruhestand 1994. Er wurde 1983 zum korrespondierenden und 1994 zum Vollmitglied der Serbischen Akademie der Wissenschaften und Künste gewählt. Seit 1999 war er Vizepräsident der Matica srpska.
Von August 1992 bis Mai 1993 war er Sondergesandter des Präsidenten der Bundesrepublik Jugoslawien, Dobrica Ćosić, in Rom.

## Auszeichnungen
Er erhielt den Verdienstorden der Italienischen Republik zunächst 1971 in der Ordensklasse Offizier, 1979 in der nächsthöheren Ordensklasse Komtur.

## Werke
- Dva preporoda. Studije o italijansko-srpskim kulturnim i političkim vezama u XIX veku (Zwei Wiedergeburten. Studien über die italienisch-serbischen kulturellen und politischen Beziehungen im 19. Jahrhundert), 1979
- Osnovi italijanskog jezika (Grundlagen der italienischen Sprache), 3. Aufl. 1991, ISBN 86-07-00584-7.
- Tommaseo e la Serbia, in: Niccolò Tommaseo e Firenze : atti del Convegno di studi, Firenze, 12-13 febbraio 1999, hrsg. v. Roberta Turchi, 2000, ISBN 88-222-4894-5.